# Páll Klettskarð
Páll Klettskarð, né le 17 mai 1990 à Klaksvík aux îles Féroé, est un footballeur international féroïen, qui évolue au poste d'attaquant au KÍ Klaksvík. Sa mère Óluva Klettskarð, est une femme politique, et membre du parti du Tjóðveldi.

## Biographie

### Carrière en club
Avec le club du Víkingur Gøta, Páll Klettskarð dispute deux matchs en Ligue Europa,.
Il termine une fois meilleur buteur du championnat des îles Féroé, en 2012. Avec le KÍ Klaksvík, il remporte une fois la coupe des îles Féroé.

### Carrière internationale
Páll Klettskarð compte 13 sélections avec l'équipe des îles Féroé depuis 2013,. 
Il est convoqué pour la première fois en équipe des îles Féroé par le sélectionneur national Lars Olsen, pour un match amical contre la Thaïlande le 21 février 2013. Il entre à la 78e minute de la rencontre, à la place de Kaj Leo í Bartalsstovu. Le match se solde par une défaite 2-0 des Féroïens. 

## Palmarès

### En club
- Avec le KÍ Klaksvík
  - Vainqueur de la Coupe des îles Féroé en 2016

### Distinctions personnelles
- Meilleur buteur du Championnat des îles Féroé en 2012 (22 buts)